# Аньян (уезд)
Анья́н (кит. упр. 安阳, пиньинь Ānyáng) — уезд городского округа Аньян провинции Хэнань (КНР).

## История
Уезд был основан после того, как царство Цинь завоевало эти места и включило их в состав первой в истории Китая централизованной империи. При империи Восточная Вэй в 534 году он был присоединён к уезду Есянь (邺县). При империи Северная Чжоу в ходе кампании против мятежного генерала Юйчи Цзюна чэнсян Ян Гуань в 580 году сжёг Ечэн, после чего власти уезда Есянь, округа Вэйцзюнь и области Сянчжоу были вынуждены перебраться в расположенный южнее Аньян.
При империи Суй в 590 году власти уезда Есянь вернулись на место прежнего Ечэна, а в этих местах был вновь создан уезд Аньян.
В годы гражданской войны коммунистами в апреле 1947 года на части территории уезда Аньян был создан уезд Аньдун (安东县), в мае переименованный в Есянь.
После победы в гражданской войне коммунистами была в августе 1949 года создана провинция Пинъюань, и уезды Аньян и Есянь вошли в состав созданного одновременно Специального района Аньян (安阳专区) провинции Пинъюань. 30 ноября 1952 года провинция Пинъюань была расформирована, и Специальный район Аньян перешёл в состав провинции Хэнань. В 1954 году уезд Есянь был присоединён к уезду Аньян. В 1958 году Специальный район Аньян был присоединён к Специальному району Синьсян (新乡专区). В 1960 году уезд Аньян был присоединён к городу Аньян, однако в 1961 году был воссоздан, и вошёл в состав восстановленного Специального района Аньян. В 1968 году Специальный район Аньян был переименован в Округ Аньян (安阳地区). В 1983 году округ Аньян и город Аньян были расформированы, и был создан городской округ Аньян.
В 2016 году около половины территории уезда Аньян было передано под юрисдикцию районов городского подчинения городского округа Аньян.

## Административное деление
Уезд делится на 13 посёлков и 7 волостей.